# Marianne Kirchgessner
Marianne Antonia Kirchgessner, född 1769, död 1808, var en tysk musiker. Hon var blind, och hennes instrument var glasharmonikan. Hon var en på sin tid berömd artist som uppmärksammades av samtidens konstnärer: Mozart dedicerade en komposition åt henne. 